# 1973 na política

## Eventos
27 de janeiro - Assinatura do Acordo de Paris para o Fim da Guerra e Restauração da Paz no Vietnam
- 29 de Março - Tekin Ariburun torna-se presidente interino da Turquia, em substituição de Cevdet Sunay.
- 6 de Abril - Fahri Koruturk substitui Tekin Ariburun no cargo de presidente da Turquia.
- 19 de Abril - fundado o Partido Socialista. Mário Soares é eleito secretário-geral.
- 17 de Julho - O rei Mohammed Zahir Shah do Afeganistão é deposto pelo seu primo, Mohammed Daoud Khan.
- 11 de Setembro - Golpe militar liderado pelo General Augusto Pinochet depõe e assassina o presidente Salvador Allende no Chile.
- 24 de Setembro - A Guiné-Bissau declara a independência.
- 12 de Outubro - Guerra Colonial: O Governo Português revoga os polémicos diplomas sobre as carreiras no Exército (decretos de Sá Viana Rebelo sobre os milicianos) e nomeia uma comissão para estudar o assunto.
- Final da Guerra do Yom Kippur.
- Final da Guerra do Vietnã.
- Dinamarca, Irlanda e Reino Unido aderem à União Europeia.
- No Uruguai inicia-se um período de ditadura militar.
- Luis Carrero Blanco substitui Francisco Franco como presidente do governo de Espanha.
- Héctor José Cámpora substitui Alejandro A. Lanusse como presidente da Argentina.
- Raúl Alberto Lastiri substitui Héctor José Cámpora como presidente da Argentina.
- Juan Domingo Perón substitui Raúl Alberto Lastiri como presidente da Argentina.
- Naim Talu substitui Ferit Melen como primeiro-ministro da Turquia.
- Termina na Finlândia a Primeira Conferência para a Segurança e Cooperação na Europa.
- 24 estudantes são mortos na Escola Politécnica de Atenas em manifestações contra o regime militar grego.

## Nascimentos
| Data         | Nome          | Profissão                       | Nacionalidade | Observações | Ref |
| ------------ | ------------- | ------------------------------- | ------------- | ----------- | --- |
| 3 de janeiro | Oliver Janich | jornalista, escritor e político | Alemanha      |             |     |

## Mortes
| Data          | Nome                 | Profissão                           | Nacionalidade | Observações | Ref |
| ------------- | -------------------- | ----------------------------------- | ------------- | ----------- | --- |
| 3 de dezembro | Adolfo Ruiz Cortines | presidente do México de 1952 a 1958 | México        | n. 1890     |     |